# 意味論 (言語学)
意味論（いみろん、英: semantics）とは、言語学において語・句・文・テクストといった記号列（文字列）の構成について論じる統語論と2大分野として対をなす、その記号列が表す意味について論じる分野である。また、実際の発話や文脈に依存した記号の使用に関わる語用論とも対置される。

## 概要
統語論と意味論の切り分けについてよく示す具体的な文例がある。
Colorless green ideas sleep furiously.
という文は、「非文」ではない文、すなわち名詞や動詞がおかしな所にあったりはしない、統語論的には問題ない文である（詳細は対象の記事を参照のこと）。これは、それぞれ同じ品詞であるが別の語を並べた文、たとえば Big furious bears ran quickly. は普通に意味をとれることからも了解できる。それに対し問題の文は「色の無い緑」「緑のアイディア」「アイディアが眠る」「猛り眠る」など、どれもまともに意味のあるように意味をとるのは難しいわけだが、この違いがどこにあるのか、といったようなことを議論するのは（統語論ではなく）意味論の側ということになる。
意味は、大きく次の二種類に分類されることが多い。第一に、記号が対象や状況に対して持つ関係。 第二に、記号がほかの記号（特に概念と言われる心的記号）に対して持つ関係。前者は指示的意味（reference）、後者は内包的意味（sense）などと言う。
これら二種類の意味に加え、意味論は伝統的に、真理条件、項構造、主題役割、談話分析などを研究してきた。これら全てと統語論を結ぶことも意味論の課題である。

## 主な意味理論
語彙意味論
語や形態素の意味構造を扱う意味論の下位領域である。 その研究方法には大きく分けて二つの接近方法がある。一つは同じ意味場に属する二つ以上の語の関係を明らかにしようというものである。この方法では語彙の体系におけるある語の価値が確定される。もう一つはある語を、それより原始的な要素によって分析する方法である。成分分析や語彙分解がこの方法に属すものであり、語彙概念構造（LCS）の分析はその近年の発展である。なおこれら二つの接近方法は互いに相容れないものであるというよりも、同じものを求めるための出発点の違いということができる。
認知意味論
認知主体である人間が、客観世界をどのように捉え、それをどのように言葉にするのか、という課題に着目した理論。日常言語の概念体系のかなりの部分は、実際は世界の客観的な解釈によって構築されているのではなく、そこに言語主体の身体的経験や言語以外にも見られる一般的な認知能力が反映されていると捉える。そこにはメタファー、イメージ形成、イメージスキーマ変換、カテゴリー化などの主体的な認知プロセスを介して構築されているという事実がある。この種の能力・認知プロセスによって、通時的意味変化、多義性、構文の拡張などが動機づけられている、という観点に立つ。「水が半分も残っている」と「水が半分しかない」「半分残った水」はどれも同じ客観的な世界を捉えた言語表現であるが、それを認知主体である人間がいかなる認知プロセスを反映して、客観世界をどのように捉えるかによって、このような言語表現の差異が生まれるのである。アプローチは多岐にわたるが、共通しているのは形式意味論のような人間の主観や認知を廃した形式的な枠組みに対するアンチテーゼとなっている点である。語用論、談話分析などのほか、ゲシュタルト心理学や認知心理学、発達心理学、脳科学などとの親和性も高い。
概念意味論
生成文法の意味論部門。レイ・ジャッケンドフが推進している意味理論で、意味構造＝概念構造というテーゼに立脚する。認知心理学との相互交流も盛んであり、音楽の理論や視覚の理論などとも結びついている。表示のモジュール論に立ち、意味構造を解釈部門と捉えず、生成的と仮定している。意味役割の理論、照応の理論、量化の理論など、様々な領域で提案が出ている。
成分分析
アメリカ構造主義の意味論。語彙素の意味である意義素を、ちょうど音素を弁別素性で規定するように、意味成分によって規定する。親族名称の分析はもっとも成功したと言われているが、何がもっとも原始的な要素かを確定する基準がなく、また関係性に特別な地位を与えず意味成分として扱ったため、相対的に意味が確定する語として成功しているとは言いがたい。しかし意味の体系を捉える理論としての端緒としての価値は重要であり、現在の意味分析でも何らかの形で採用されている。
生成意味論
厳密には統語論の一理論と見なすべきもの。標準理論の仮定「変換は意味を変えない」を強く解釈し、深層構造を唯一の意味表示として、それに適用される変換によって語、文が導出された。量化、語彙分解など重要なテーマを提起し、重要なデータを多く提示したが、次第に扱う領域が膨大になりすぎたこと、変換が無制限に立てられたこと、大局的制約という理論的負荷の大きい装置を持ち出したこと、論理学や心理学への還元主義的傾向が見られたことなど、様々な問題が生じていた。一般には解釈意味論が理論的に優位に立ったことで、失敗したプログラムと見なされることが多いが、1990年代の研究からイデオロギー的な問題から研究者が少なくなった、と見られている。ミニマリスト・プログラムの中では再評価する向きもある。
形式意味論
モンタギュー意味論の発展したものである。言語を構成的なものと捉え、意味の断片を定められた関係に従って結合することで文（ないし談話）の意味が演繹できるとする枠組み。意味の構成や解釈の仕方は恣意的でなく、形式的に行われる。自然言語の研究だけでなく、上記のように数理心理学や数理論理学とも密接に関係している。

## 関連人物
- 坪本篤朗